# Delirious (chanson de Prince)
Pour les articles homonymes, voir Delirious.
Singles de Prince
Little Red Corvette
(1983) Let's Pretend We're Married
(1983)
Delirious est une chanson de Prince de l'album 1999 sorti en 1982. Troisième single extrait de 1999 et second à atteindre le top 10 aux États-Unis accédant à la 8e place à l'automne 1983. Le succès du single a été soutenu par le succès qu'ont connu les précédents singles, Little Red Corvette, et aussi parce que les DJs ont souvent joué les trois premières pistes de l'album dans l'ordre.
Delirious est basé sur standard de Blues de 12 mesures qui raconte comment Prince est devenu fou pour une belle femme. La chanson taquine l'auditeur avec des métaphores sexuelles, suffisamment cachées pour éviter la censure. Le titre commence par une boîte à rythmes Linn LM-1 en boucle et un peu de synth basse avant que la croche du clavier n'introduise la chanson. Une basse caoutchouteuse donne au titre une sensation de rockabilly, auquel Prince avait déjà expérimenté auparavant sur le morceau Jack U Off de l'album Controversy. La piste s'arrête subitement avec l'effet sonore d'un roucoulement d'un bébé. Au cours des années lors de ses concerts, Prince ajouta des cors d'harmonie sur la chanson pour la rendre plus swing. Le single 7" de la chanson inclut un poster dépliant avec un calendrier 1983 et des images de Prince.
La Face-B est le titre Horny Toad, qui est très similaire dans le style rockabilly et l'instrumentation. Certaines paroles sexuelles ont été mal interprétées à l'époque comme étant sadique et ont été sources de controverse. Le titre a aussi été inclus sur l'album The Hits/The B-Sides.
La chanson se classa à la 8e position au Billboard Hot 100 le 22 octobre 1983 et à la 33e dans les charts australiens le 16 octobre 1983.

## Liste des titres
| A. | Delirious (LP version)  | 3:56 |
| B. | Delirious (Single edit) | 2:36 |

| A. | Delirious  | 2:41 |
| B. | Horny Toad | 2:13 |